# Otto von Bismarck
Otto Eduard Leopold von Bismarck (n. 1 aprilie 1815, Schönhausen (Elbe), Q28102563⁠(d), Regatul Prusiei – d. 30 iulie 1898, Friedrichsruh⁠(d), Regatul Prusiei, Imperiul German) a fost un om de stat al Prusiei/Germaniei de la sfârșitul secolului al XIX-lea, precum și o figură dominantă în afacerile mondiale. Ca prim-ministru al Prusiei între 1862 și 1890, el a supervizat unificarea Germaniei de la 1871 sub hegemonie prusacă. În 1867 devenise cancelar al Confederației Germane de Nord. A proiectat Imperiul German de la 1871, devenind primul său cancelar („Cancelar al Imperiului”) și dominând afacerile acestuia până la demiterea sa în 1890. Diplomația lui, numită „politică realistă” (Realpolitik), și modul autoritar în care a condus statul, i-au adus porecla de „Cancelarul de Fier” („der Eiserne Kanzler”).
Fiind un mare latifundiar aristocrat („Junker”), avea profunde convingeri conservatoare, monarhiste și anticatolice. Principalul său obiectiv politic a fost ridicarea Prusiei la rangul celui mai puternic stat al Confederației Germane. Profitând de iscusința sa în diplomație, Bismarck a purtat două războaie pentru a-și atinge scopul. Mai mult, a reușit să impună Prusia ca mare putere europeană după învingerea Franței în războiul Franco-Prusac din 1870. După această înfrângere Franța nu a mai deținut supremația continentală. O caracteristică a politicii sale a fost lupta împotriva Bisericii Catolice, concretizată în Kulturkampf.
După moartea lui, naționaliștii germani l-au ridicat pe Bismarck la rangul de erou, construind sute de monumente pentru a glorifica trăsăturile sale de lider puternic. Istoricii l-au lăudat ca fiind un om de stat moderat și echilibrat, care a fost în primul rând responsabil pentru unificarea statelor germane într-un singur stat național. El a folosit balanța puterii în diplomație pentru a menține Europa pașnică în anii 1870 și 1880. A creat o nouă națiune cu o politică socială progresistă, un rezultat care a mers dincolo de obiectivele sale inițiale în calitate de practicant al politicii de forță în Prusia.

## Primii ani

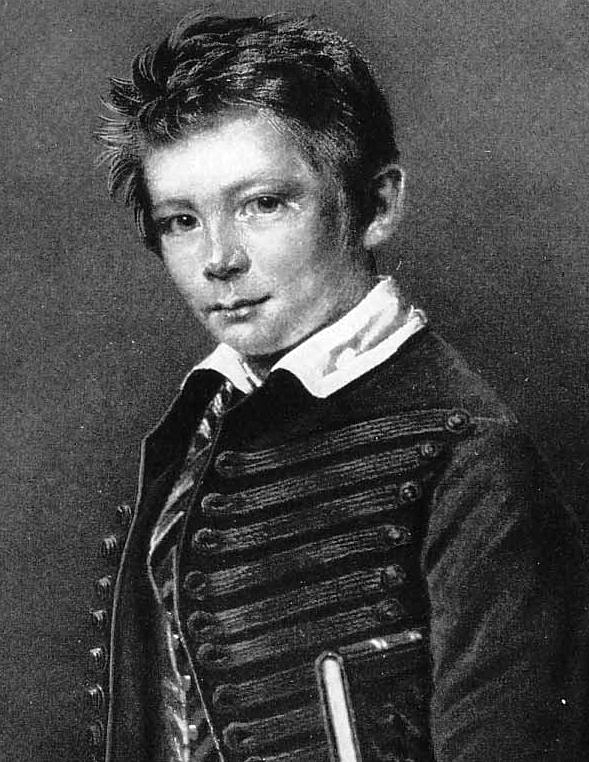
Bismarck la vârsta de 11 ani

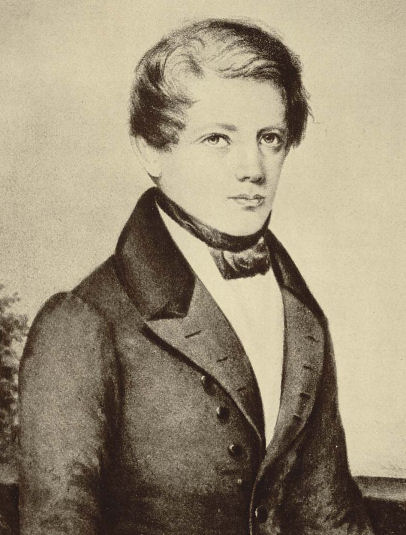
Bismarck în anul 1836

Bismarck s-a născut în Schönhausen, moșia unei familii înstărite situată la vest de Berlin în provincia prusacă Saxonia. Tatăl său, Karl Wilhelm Ferdinand von Bismarck (n. 13 noiembrie 1771, Schönhausen - d. 22 noiembrie 1845), a fost un iuncher, proprietar imobiliar și un fost ofițer în armata prusacă; mama sa, Wilhelmine Luise Mencken (Potsdam, 24 februarie 1789 - Berlin) era fiica unui oficial guvernamental de rang înalt din Berlin și primise o educație superioară. A.J.P. Taylor mai târziu a remarcat cu privire la importanța acestei duble moșteniri: „cu toate că Bismarck semăna fizic cu tatăl său, și părea un latifundiar prusac la exterior - o imagine care era deseori încurajată prin purtarea uniformei militare, chiar dacă nu avea funcție de ofițer, era mai cosmopolit și mai bine educat decât ar fi fost normal pentru cei din acest mediu”. El vorbea și scria fluent în engleză  și franceză  și rusă. În tinerețe deseori scria citate din Shakespeare sau Byron în scrisorile către soția sa.
Bismarck a urmat școlile secundare Friedrich-Wilhelm și Graues Kloster. Între 1832 și 1833 a studiat dreptul la Universitatea din Göttingen unde a fost membru al Corpului Hannovera, apoi s-a înscris la Universitatea din Berlin (1833–1835).
În timp ce era la Göttingen, Bismarck a devenit prieten pentru restul vieții cu un student american, John Lothrop Motley, care l-a descris pe Bismarck drept Otto v. Rabenmark în romanul său „Speranta lui Morton, sau memoriile unui provincial” (1839). Motley a devenit diplomat și un istoric eminent.
Deși Bismarck a sperat să devină diplomat, el a început formarea sa profesională ca avocat în Aachen și Potsdam, dar a demisionat repede, când și-a pus cariera în pericol prin plecarea în concediu neautorizat pentru a urma două fete din Anglia, Laura Russell, nepoata ducelui de Cleveland, apoi Isabella Loraine-Smith, fiica unui preot bogat. El nu a reușit să se căsătorească cu niciuna din ele. De asemenea, el a servit în armată pentru un an ca ofițer în Landwehr (rezervă), apoi a revenit pentru a conduce moșiile familiei la Schönhausen după moartea mamei sale.
În jurul vârstei de treizeci de ani Bismarck a avut o prietenie intensă cu Marie von Thadden, proaspăt-căsătorită cu un prieten de-al lui. Sub influența ei, el a devenit un pietist luteran, iar mai târziu și-a dat seama că la patul de moarte al lui Marie (care a murit mai apoi de febră tifoidă), s-a rugat pentru prima dată din copilărie. Bismarck s-a căsătorit cu verișoara lui Marie, nobila Johanna von Puttkamer (Viartlum, 11 aprilie 1824 - Varzin, 27 noiembrie 1894) la Alt-Kolziglow pe 28 iulie 1847. Căsătoria lor lungă și fericită a dat naștere la trei copii, Herbert (n. 1849), Wilhelm (n. 1852) și Marie (n. 1847). Johanna a fost o femeie timidă, retrasă și profund religiosă - deși renumită pentru limba ei ascuțită mai târziu în viață - și în viața publică a lui Bismarck era uneori însoțită de sora ei, Malwine („Malle”) von Arnim.
În timp ce era în vacanță singur la Biarritz, în vara lui 1862 (înainte de a deveni prim-ministru al Prusiei), Bismarck ar fi avut o legătură romantică cu Kathy Orlov, soția de 22 de ani a unui diplomat rus. Nu se cunoaște dacă a fost și o relație sexuală. Bismarck și-a ținut soția sa informată cu privire la noua lui prietenă prin scrisori, și ulterior Kathy a renunțat să mai vină în vacanță în anul următor, deoarece Bismarck venea împreună cu soția și familia. Ei au continuat să-și scrie unul altuia până la moartea prematură a lui Kathy, în 1874.

## Biografie

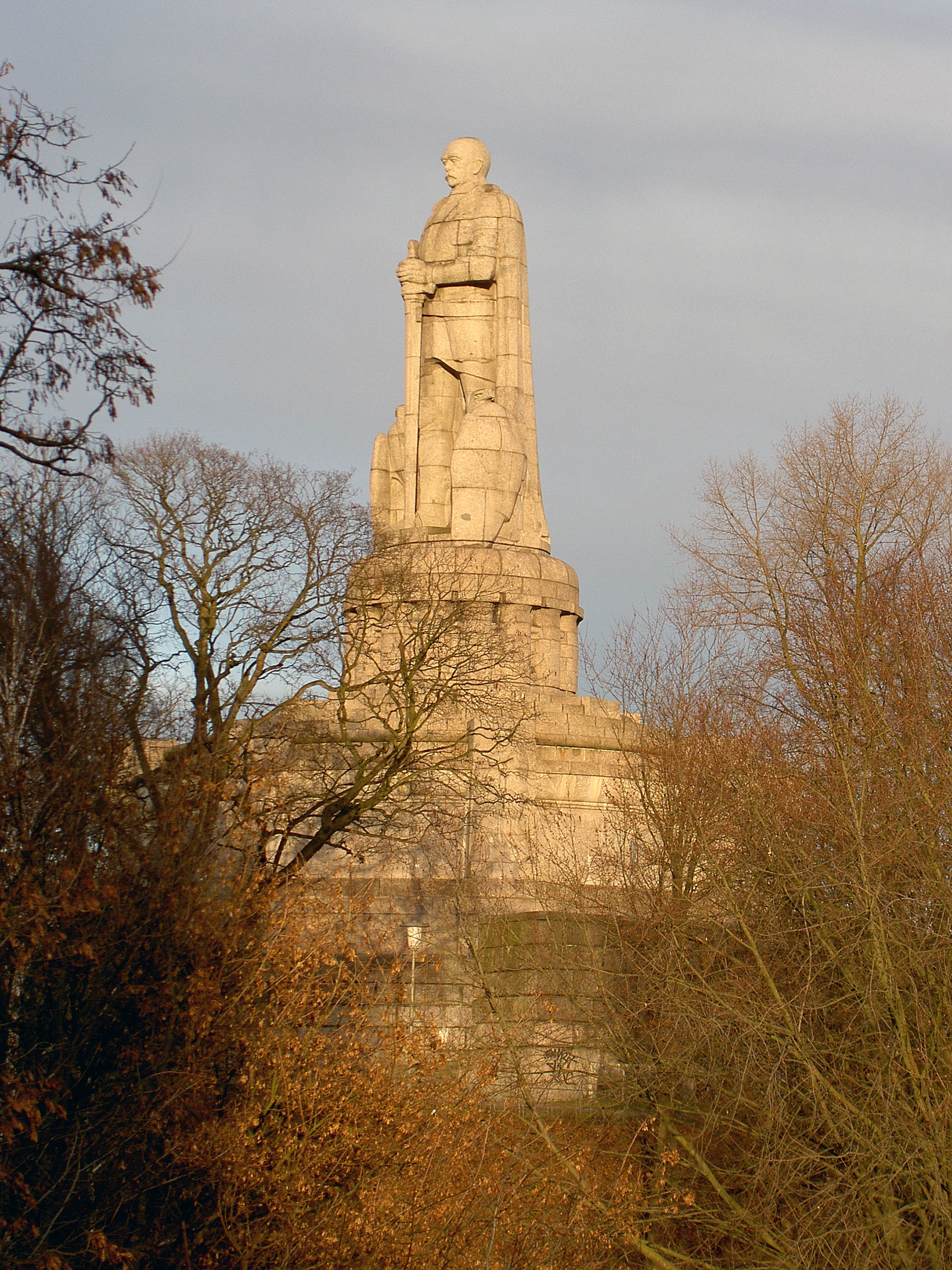
Un monument al lui Bismarck în Hamburg

### Copilăria și tinerețea
Bismarck s-a născut în Schönhausen, în vechea provincie numită „Marca Brandenburg” (Mark Brandenburg), la vest de Berlin. Tatăl său, Ferdinand von Bismarck, era ofițer militar, iar mama sa Wilhelmine Menken provenea dintr-o familie burgheză. Otto von Bismarck a avut mai multi frați, dintre care au supraviețuit până la maturitate doar doi, un frate mai mare și sora mai mică. Educația școlară și-a început-o în școala gimnazială "Friedrich-Wilhelm" și apoi la liceul umanist Graues Kloster ("Mănăstirea Albastră"). La vârsta de șaptesprezece ani devine student la Universitatea "Georg-August" din Göttingen, iar apoi la Universitatea "Friedrich-Wilhelm" din Berlin. Deși dorea să devină diplomat, a reușit să obțină doar poziții administrative minore în Aachen și Potsdam. Munca depusă în cadrul acestor servicii îi părea plictisitoare și monotonă, drept pentru care deseori neglija îndatoririle sale oficiale, preferând în schimb să se amestece în înalta societate. După moartea mamei sale în 1839, Bismarck preia proprietățile familiei din Pomerania. Circa opt ani mai târziu se întoarce în Schönhausen, unde se implică în politica locală. Se însoară cu aristocrata Johanna von Puttkamer în 1847, cu care a avut o fiică (Marie) și doi fii (Herbert și Wilhelm).
Bismarck și-a petrecut primii ani ai copilăriei la țară. Otto își va aminti cu emoție toată viața moșia de la Kniephof. La 44 ani, tatăl său era deja ofițer în retragere. Mamei lui, burgheză înnobilată, nu-i plăcea deloc viața la țară și îi lipsea viața culturală din saloanele berlineze.
De la 7 la 14 ani, Otto este la Berlin în școli frecventate de copii aristocrați. Mama sa, apoi tatăl său l-au urmat în capitală. „Un copil vesel!” spunea profesorul care l-a ajutat să învețe destul de bine latina, greaca, franceza și engleza. Între 14 și 21 de ani își finalizează studiile: mai întâi bacalaureatul la 17 ani, apoi studiile universitare. Îl găsim la Göttingen, apoi la Berlin, urmând cursurile Facultății de Drept. Se spunea, pe bună dreptate, că era un student turbulent, care își dedica mult timp chefurilor, „corporației Hannovera”, și că într-un interval 18 luni s-a duelat de 26 de ori cu sabia.
La Göttingen, un bătrân paznic a arătat râul în care tânărului nobil îi plăcea să se scalde în zorii zilei când ieșea din cârciumile afumate. Când s-a instalat la Berlin într-un apartament confortabil pe Friedrichstrasse nr. 161, la câțiva pași de bulevardul Unter den Linden, l-au însoțit doi prieteni, Motley și Keyserling. Otto, deși frecventa saloanele de operă mai mult ca universitatea, a reușit să-și ia examenele. Mama sa ar fi dorit ca el să lucreze în diplomație, dar concurența era mare în această profesie și tânărul s-a mulțumit cu o funcție de grefier adjunct, pe care o va exercita la Aachen (Aix-la-Chapelle).
De la 21 la 28 de ani se adaptează destul de greu acestei activități. Pentru a se distra, face lungi plimbări călare, mănâncă pantagruelic, se arată de fapt puțin perseverent în muncă. În primăvara anului 1838 se îndrăgostește de fiica unui pastor și-și părăsește slujba pentru a o urma la Wiesbaden, apoi în Elveția. Căsătoria nu a avut loc. Otto se întoarce la Berlin fără să-și fi achitat ultima chirie în Aachen. Mama sa îi obține mutarea la tribunalul din Potsdam. Otto suportă greu disciplina administrativă prusacă și se hotărăște să-și facă serviciul militar în trupele de gardă. Intră în conflict cu șefii săi, se transferă la vânători și părăsește armata după 12 luni de serviciu. În 1839, revine în viața civilă.
Se reîntoarce la Kniephof. Mama lui moare în acest an. Familia este practic ruinată: tatăl își ipotecase domeniile cu 12% dobândă pentru a plăti studiile fiilor săi și pentru a putea face față vieții luxoase pretinse de soția sa. La moartea acesteia, el conduce proprietatea lor de la Shönhausen; cei doi fii se vor ocupa de Kniephof. Din 1839 până în 1847 Otto va duce, pe acest domeniu de 500 de hectare o viață de iuncher.
Se descurcă foarte bine în administrarea domeniului și reface an de an averea pierdută. Pentru a-și ocupa timpul liber, vânează, bea și mănâncă; călătorește, de asemenea, din când în când, la Paris, Londra sau Zürich.

### Începutul carierei politice
De la 28 la 35 de ani, iuncherul Bismarck devine mai sociabil. Primește invitați, își vizitează vecinii, călătorește și citește. Dar păstrează spiritul de familie: tatăl său moare în 1845, Otto se căsătorește 2 ani mai târziu, iar primul său copil se naște în 1849. Pământurile familiei au fost împărțite între fratele său și el, care se instalează la Schönhausen. Puțin după căsătorie își începe cariera politică ca deputat în parlamentul Prusiei. Curând viața parlamentară i se pare insuportabilă. Îl enervează ezitările regelui Prusiei față de revoluția din 1848.
Între 35 și 42 de ani se consacră diplomației, în care intră pe poarta principală, autoritatea sa fiindu-i recunoscută de rege. Misiunea sa de la Frankfurt, pe lângă Dietă, este o experiență decisivă, el optând pentru unificarea Germaniei.

### Șef al guvernului prusac

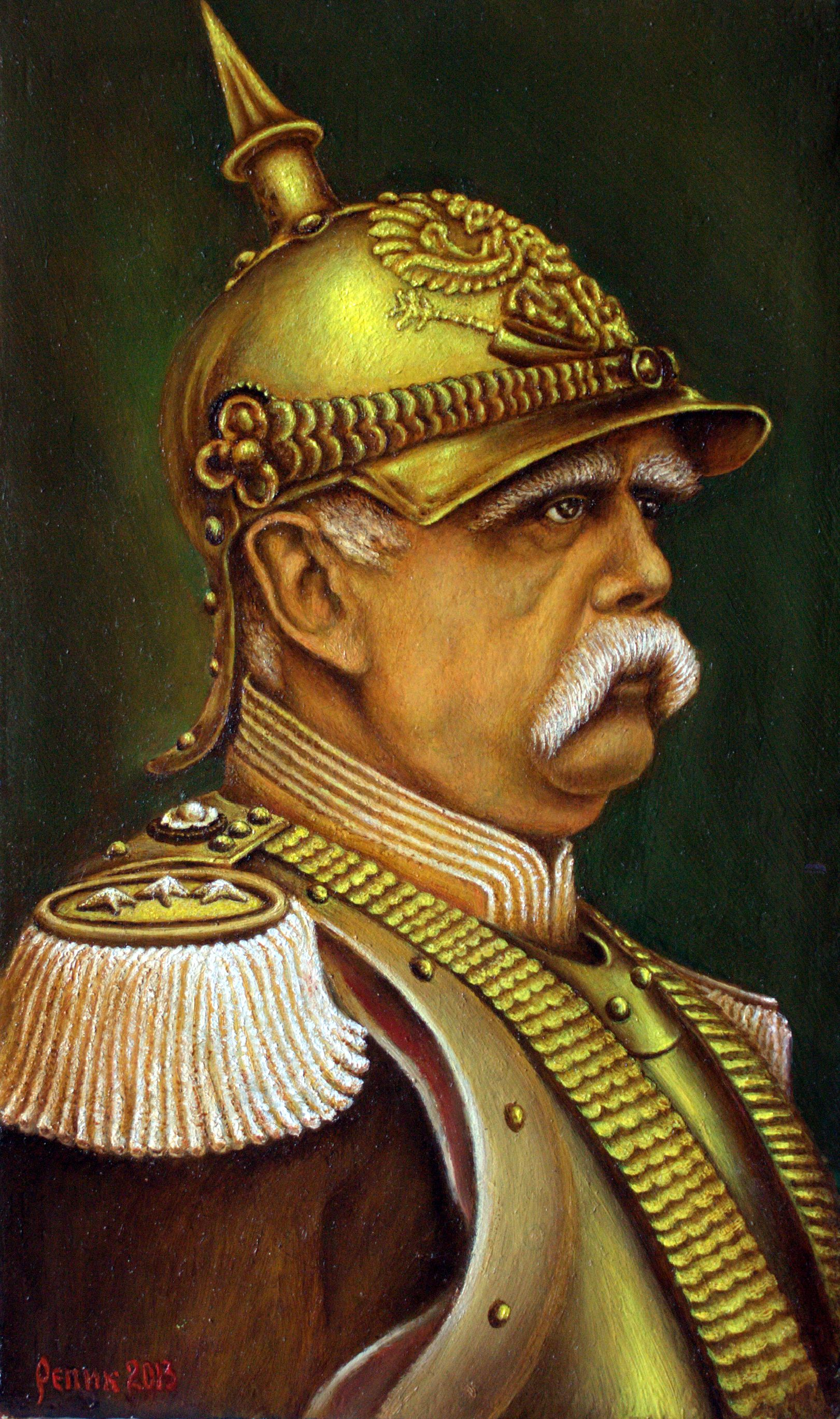
Portret de Otto von Bismarck. N.Repik

După moartea lui Frederic Wilhelm al IV-lea, regent a devenit fratele său Wilhelm în anul 1861. Noul monarh a fost adesea în conflict cu dieta prusacă care devenea din ce în ce mai liberală. O criză care a apărut în 1862, atunci când dieta a refuzat să autorizeze o propunere de finanțare pentru reorganizarea armatei,astfel miniștri regelui nu au putut convinge legislatorii să treacă bugetul iar regele nu era dispus să facă unele concesii. Wilhelm a fost astfel amenințat să abdice (deși fiul său s-a opus la abdicarea lui), crezând că Bismarck a fost singurul politician capabil de manipularea crizei. Wilhelm a fost ambivalent în privința desemnării unei persoane care a cerut controlul fără restricții asupra afacerilor externe. Cu toate acestea în septembrie 1862, Camera Deputaților a respins cu o majoritate covârșitoare bugetul propus. La 23 septembrie 1862, Wilhelm îl numește pe Bismarck prim ministru și ministru de externe. Schimbarea lui Bismarck,a apărut într-un moment de neliniște atunci când relațiile între Marile Puteri: Regatul Unit, Franța, Austria și Rusia, a fost distrusă de războiul din Crimeea din 1854-1855 și războiul italian din 1859. În mijlocul acestei dezordini, echilibrul european de putere a fost restructurat prin crearea Imperiului German ca putere dominantă în Europa. Acest lucru a fost realizat cu diplomația specifică lui Bismarck, prin reorganizarea armatei și a strategiei militare. În ciuda neîncrederii inițiale a regelui și a prințului moștenitor, precum și animozitatea din partea reginei Augusta, Bismarck a reușit într-un timp destul de scurt să dețină puterea asupra regelui. Bismarck a intenționat să mențină supremația regală și să pună capăt impasului din buget în favoarea regelui, chiar dacă el a trebuit să utilizeze mijloace extrajudiciare pentru a reuși acest lucru. El a susținut că, din moment ce Constituția nu prevede cazurile în care legislatorii nu au reușit să aprobe un buget, acesta ar putea aplica numai bugetul anului precedent. Astfel, pe baza bugetului din 1861, de colectarea taxelor a continuat timp de patru ani. Conflictul lui Bismarck cu legislatorii a fost escaladat din ce în ce mai mult în următorii ani. În urma convenției din 1863, Camera Deputaților a adoptat o rezoluție care declară că nu mai poate să se împace cu Bismarck, iar ca răspuns, regele a dizolvat Dieta, acuzând-o că a încercat să obțină controlul asupra ministerului într-un mod necredincios. Bismarck a emis apoi un edict care a restricționat libertatea presei. În ciuda criticilor, Bismarck a rămas un politician în mare măsură nepopular (puțină lume știe despre el). Suporterii lui s-au descurcat prost la alegerile din octombrie 1863, în care coaliția liberală al cărui primar a fost membru al Partidului Progress, a câștigat peste două treimi din locurile în Cameră. Camera a făcut apeluri repetate la rege să respingă aceste alegeri însă regele l-a susținut pentru că se temea că, dacă el l-ar fi demis pe Bismarck, ar urma un prim ministru liberal.

### Unificarea Germaniei

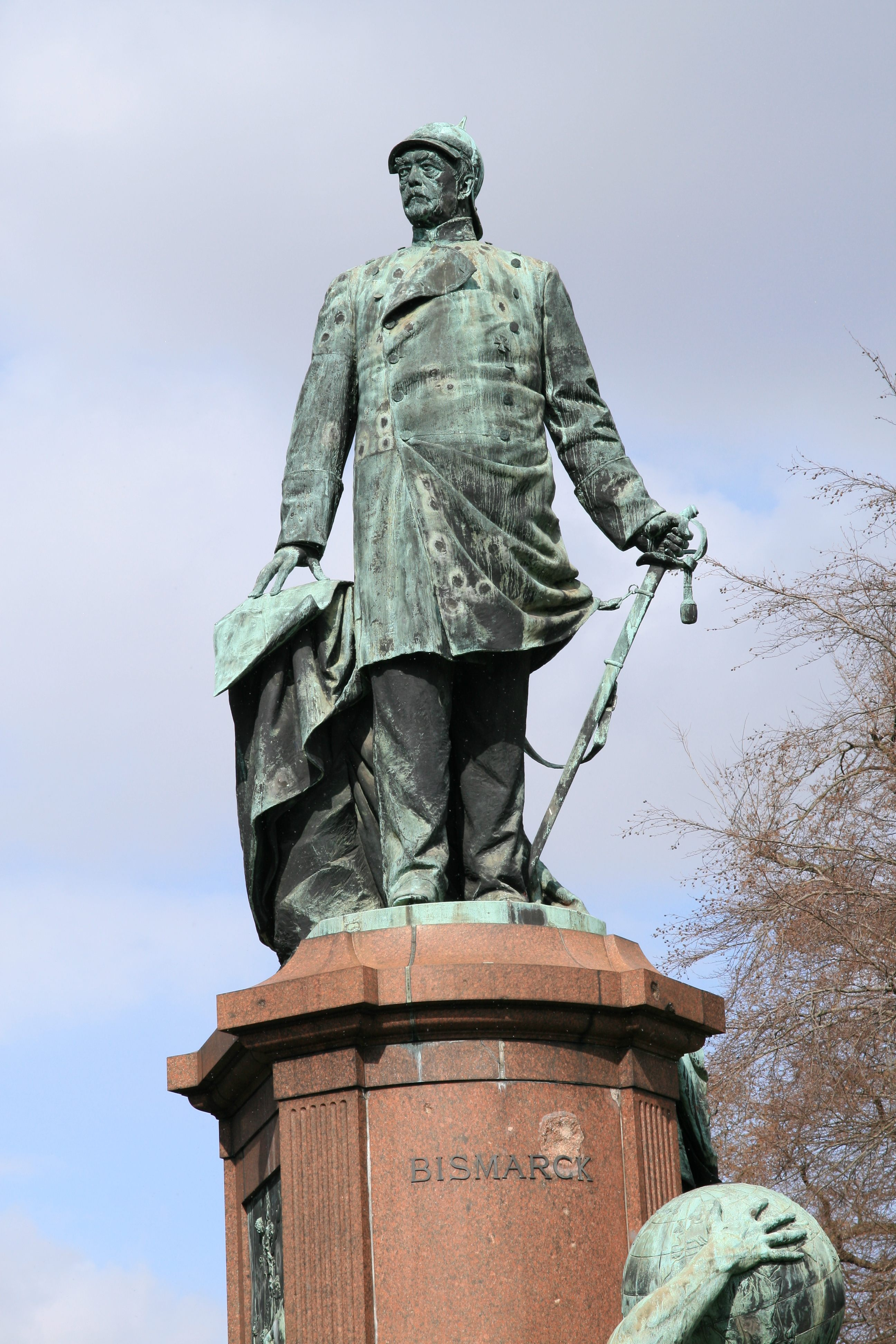
Statuia lui Otto von Bismarck din Berlin

Destinul i se pecetluiește acum: va fi ambasador în Rusia, apoi în Franța, unde se familiarizează cu marile probleme politice europene. La 22 septembrie 1862, Wilhelm I îl convoacă la Potsdam: regele nu și-a putut pune în aplicare proiectele militare și îi arată lui Bismarck actul de abdicare pe care îl pregatise. Câteva zile mai târziu, Bismarck, prim ministru intermediar, se adresa Landtagului: „De pe vremea tratatelor de la Viena, frontierele noastre nu sunt favorabile conducerii sănătoase a statului. Nu prin discursuri sau prin decizii ale majorității vor fi rezolvate marile probleme ale epocii noastre ci prin foc și sabie!”.
Atunci când parlamentul refuză reforma militară, pe care o declară neconstituțională, Bismarck îl dizolvă. Cu toate acestea, acest om care nu se teme câtuși de puțin să ia decizii energice este un prost orator. La tribună vorbește cu o voce blândă subțire, care surprinde, se bâlbâie pentru că citește prea repede frazele tranșante, pe care și le notase pe un bloc-notes. Rapiditatea cu care vorbește, debitul său oratoric este de 250, 300 și chiar câteodată 350 de silabe pe minut, este atât de mare, încât stenograful nu-i poate înregistra discursul. Vorbește ținându-și mâna dreaptă în buzunarul pantalonilor de culoare deschisă, atitudinea sa părând provocatoare.
După 1871, obiectivele sale vor fi pacifiste: să-și consolideze opera și să mențină echilibrul european; va juca un rol destul de complicat, făcând uz de șiretenie și abilitate. Prusia își păstrează cuceririle grație izolării Franței. Rămâne la putere timp de 28 de ani și va fi eliminat de tânărul Wilhelm al II-lea. La înscăunarea sa, acesta a declarat intimilor săi: „Îl las pe bătrânul morocănos 6 luni. Apoi voi guverna eu însumi”.

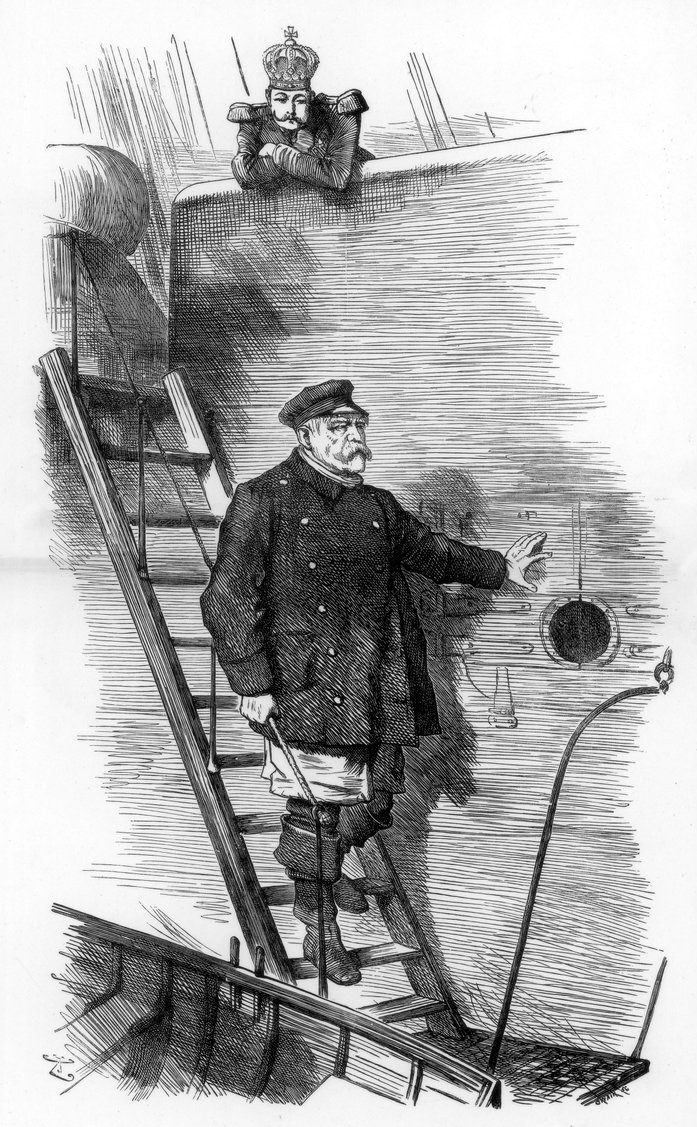
Caricatură engleză din 1890: „Debarcarea pilotului”

Lupta între cei 2 bărbați izbucnește în anul 1890 și se sfârșește în anul 1894. În acești ani Wilhelm II cere demisia lui Bismarck, iar când acesta o prezintă regele îi trimite o scrisoare de adio prin care îl numește duce de Lauenburg, general de cavalerie, feldmareșal și îi oferă, printre altele, portretul său în mărime naturală (se știe că era înalt de 1,80 m). Pe 29 martie 1890, prințul Bismarck părăsește Berlinul, în mijlocul ovațiilor mulțimii care îl însoțește la gară. Furios de această popularitate, Wilhelm al II-lea pune să i se facă cancelarului tot felul de șicane. Îi schimbă numele din „Bismarck” în „Wagenfeld”. În ziua următoare bancherul Bleichröder, prieten intim al prințului, este chemat în fața tribunalului sub acuzația de sperjur. Mai târziu îl revocă din postul de ambasador pe contele von Rantzau, ginerele lui Bismarck. Șeful muzicii regimentului II de infanterie este condamnat la o lună închisoare, destituit și apoi trecut în rezervă pentru că o compus un marș închinat lui Bismarck și l-a executat cu fanfara sa.
Bismarck care se retrase la domeniul de la Friedrichsruh, dăruit de Wilhelm I, ripostează înșirând o violentă campanie de presă. Această ostilitate nu poate dura; Wilhelm cedează și are loc o reconciliere în 1894.

### Ultimii ani
Bismarck moare după 4 ani, departe de orice activitate politică. Și-a petrecut ultimii ani scriindu-și „Amintirile”. Înainte de a muri, a fost cuprins oarecum de remușcări: „Am adus fericire unei mari națiuni, da, dar și nefericire pentru mulți! Fără mine n-ar fi avut loc trei mari războaie. Nu ar fi pierit 80000 de oameni, n-ar fi îndoliați tați, mame, surori. Acum o să dau socoteala lui Dumnezeu”.

## Viața personală
Bismarck era îndrăgostit de Marie von Thadden, dar aceasta l-a preferat pe unul din prietenii săi. La căsătoria Mariei, a întâlnit-o pe Johanna von Puttkamer, și s-a hotărât să se căsătorească cu ea. Johanna nu era nici elegantă, nici frumoasă, nici foarte inteligentă, nici mondenă. Dar el a apreciat-o pe această provincială entuziastă, care s-a vădit o excelentă interpretă a lui Beethoven, la pian. Scrisoarea de cerere în căsătorie, pe care am văzut-o la Friedrichsruh, este o mică capodoperă de abilitate diplomatică, dar Bismarck nu a așteptat deloc răspunsul: s-a dus să o sărute pe Johanna și s-a căsătorit cu ea șase luni mai târziu (1847). A rămas fidel toată viața soției și celor 3 copii ai lor. Totuși la 47 de ani, se va îndrăgosti și o va iubit puternic dar platonic pe soția ministrului Rusiei la Bruxelles, prințesa Katerina Orloff, născută Trubețkoi, în vârstă de 22 ani, pe care o cunoaște la Biarritz în 1862. Dar această prietenie amoroasă de câteva săptămâni s-a limitat, mai târziu, la o nouă întâlnire la Biarritz în 1864, apoi la o corespondență care a durat până la moartea prințesei, survenită la Saint-Moritz, la 4 august 1875, când ea avea 35 de ani.
Otto von Bismarck se plângea de numeroase boli. În realitate, el suferea de nevralgii datorită unei răni la picior, survenită în cursul unei vânători la Sankt Petersburg, în special de tulburări digestive, hepatice și gastrice cauzate de un regim alimentar aberant. Începând din 1862, Bismarck părea dominat în întregime de instinctul său de conservare. Mânca și bea. Un invitat privea cu surprindere „porțiile” înfulecate de Bismarck și copiii lui: „un veritabil leu cu puii săi”. Ajunsese la 128 de kg. A sfârșit prin a fi atins de gută, de insomnii și de nevralgii faciale. A fost îngrijit pe vremea aceea de dr. Schweninger, un specialist in obezitate, care, în urma unui tratament susținut, a reușit să-l facă să slăbească 35 de kg. A murit de bronhopneumonie.

## Controverse
După perioada postbelică, prin anii 1990, unii istorici ca Hans Rothfels și Theodor Schieder  deși în mod diferit, îl caracterizează pe Bismarck ca o figură pozitivă. Istoricul Gerhard Ritter îi reproșează, într-o scrisoare adresată lui Eyck, o atitudine antigermană. Pe când Friedrich Meinecke, un admirator al lui Bismarck, atribuie cancelarului de fier că ar fi traumatizat statul liberal german, contribuind indirect la catastrofa din 1946. Istoricul britanic Alan J.P. Taylor a publicat în 1955 o biografie controversată a lui Bismarck, în care îl descrie ca o personalitate complexă, frământată de conflicte psihice. Taylor în schimb apreciază instinctul politic al lui Bismarck, care în ultimii ani a dus o politică de pace, căutând să frâneze politica agresivă a lui Wilhelm II. Mommsen atribuie lui Bismarck o flexibilitate în rezolvarea conflictelor politice și că insuccesele nu sunt cauzate de cancelar. Hans-Ulrich Wehler  condamnă politica lui Bismarck, care a fost un adversar al social democraților și a sprijinit monarhia și pe marii latifundiari, frânând progresul Germaniei. Wehler caracterizează politica lui Bismarck ca o dictatură bonapartistă.

### Prezentări generale
- Berghahn, Volker. Imperial Germany, 1871–1914 (1994)
- Blackbourn, David (1998), The Long Nineteenth Century: A History of Germany, 1780–1918.
- Clark, Christopher. Iron Kingdom: The Rise and Downfall of Prussia, 1600–1947 (2009)
- Craig, Gordon A. Germany, 1866–1945 (1978) online edition Arhivat în 24 iunie 2011, la Wayback Machine.
- Holborn, Hajo (1969), „The Constitutional Conflict in Prussia and the Early Years of the Bismarck Ministry”, The History of Modern Germany 1840–1945, Alfred A Knopf, pp. 131–72.
- ———————— (1969), „The Founding of the New German Empire, 1865–71”, The History of Modern Germany 1840–1945, Alfred A Knopf, pp. 173–229.
- ———————— (1969), „Bismarck and the Consolidation of the German Empire, 1871–90”, The History of Modern Germany 1840–1945, Alfred A Knopf, pp. 233–97.
- Langer, William L. European alliances and alignments, 1871–1890 (1964)
- Retallack, James N (2008), Imperial Germany, 1871–1918, Oxford University Press.
- Robinson, Janet, and Joe Robinson. Handbook of Imperial Germany (2009) excerpt and text search
- Sheehan, James J. German History, 1770–1866 (1989), dense, thorough political history
- ———————— (1978), German liberalism in the ninetury century (ebooks), University of Chicago Press; ACLS

### Studii specializate
- Beck, Hermann (1995), Origins of the Authoritarian Welfare State in Prussia, 1815–1870.
- Clark, Chester Wells. Franz Joseph and Bismarck: The Diplomacy of Austria before the War of 1866 (Harvard University Press, 1934).
- Field, WG (octombrie 1898), „Bismarck's First School”, The Journal of Education, Oxford University Press, 20: 603–4.
- Goddard, Stacie E. "When Right Makes Might: How Prussia Overturned the European Balance of Power," International Security, Volume 33, Number 3, Winter 2008/09, pp. 110–42 in Project MUSE, covers 1864–71
- Gross, Michael B (2005), The War against Catholicism: Liberalism and the Anti-Catholic Imagination in Nineteenth-Century Germany.
- Hennock, E. P. The Origin of the Welfare State in England and Germany, 1850–1914: Social Policies Compared (Cambridge University Press, 2007) 381 pp.
- Hennock, E. P. "Social Policy in the Bismarck Era: A Progress Report," German History, (June 2003) 21#2 pp 229–238 online
- Howard, Michael. The Franco-Prussian War: The German invasion of France, 1870–1871 (1961) excerpt and text search
- Kennedy, Paul M (1988), The Rise of the Anglo-German Antagonism, 1860–1914.
- Kissinger, Henry. "The White Revolutionary: Reflections on Bismarck," Daedalus Vol. 97, No. 3, (Summer, 1968), pp. 888–924 in JSTOR
- Lord, Robert H. "Bismarck and Russia in 1863," American Historical Review, Vol. 29, No. 1 (October 1923), pp. 2–48. in JSTOR
- Mork, Gordon R. "Bismarck and the 'Capitulation' of German Liberalism," Journal of Modern History Vol. 43, No. 1 (Mar., 1971), pp. 59–75 in JSTOR
- Paur, Philip. "The Corporatist Character of Bismarck's Social Policy," European History Quarterly, Oct 1981; vol. 11: pp. 427–60.
- Ross, Ronald J (1998), The Failure of Bismarck's Kulturkampf: Catholicism and State Power in Imperial Germany, 1871–1887, The Catholic University of America Press, 219 pp.
- Sigerist, Henry E (1999) [1943], „From Bismarck to Beveridge: Developments and Trends in Social Security Legislation”, Journal of Public Health Policy, JSTOR, 20 (4): 474–96.
- Stern, Fritz. Gold and Iron: Bismark, Bleichroder, and the Building of the German Empire (1979) economic and financial history; Bismark worked closely with this leading banker excerpt and text search
- Stone, James (1994), „Bismarck and the Containment of France, 1873–1877”, Canadian Journal of History, 29 (2)
- von Strandmann, Hartmut Pogge. "Domestic Origins of Germany's Colonial Expansion under Bismarck," Past & Present No. 42 (Feb., 1969), pp. 140–59 in JSTOR
- Waller, Bruce. Bismarck at the Crossroads. The Reorientation of German Foreign Policy after the Congress of Berlin 1878–1880 (1974)
- Wawro, Geoffrey. The Franco-Prussian War: The German Conquest of France in 1870–1871(2005)
- Wehler, Hans-Ulrich "Bismarck's Imperialism 1862–1890" Past and Present, No. 48, August 1970. pages 119–155 online edition
- Wetzel, David. A Duel of Nations: Germany, France, and the Diplomacy of the War of 1870–1871 (University of Wisconsin Press; 2012) 310 pages
- Wetzel, David. A Duel of Giants: Bismarck, Napoleon III, and the Origins of the Franco-Prussian War (U of Wisconsin Press, 2001). 244 pp. ISBN 0-299-17490-5

### Istoriografie și memorii
- Cowen, Ron (30 ianuarie 2012), „Restored Edison Records Revive Giants of 19th-Century Germany”, New York Times, accesat în 31 ianuarie 2012
- Frankel, Richard E. "From the Beer Halls to the Halls of Power: The Cult of Bismarck and the Legitimization of a New German Right, 1898–1945," German Studies Review, Vol. 26, No. 3 (Oct., 2003), pp. 543–560 in JSTOR
- Frankel, Richard E (2005), Bismarck's Shadow. The Cult of Leadership and the Transformation of the German Right, 1898–1945, ISBN 1-84520-033-0, 222 pp.
- Gerwarth, Robert. "Inventing the Iron Chancellor," History Today 2007 57(6): 43–49, in EBSCO
- ———————— (2005), The Bismarck Myth: Weimar Germany and the Legacy of the Iron Chancellor, ISBN 0-19-928184-X, 216 pp.
- Hamerow, Theodore S. ed. Otto Von Bismarck and Imperial Germany: A Historical Assessment (1993), excerpts from historians and primary sources
- Müller, Frank Lorenz (2008). „Man, Myth and Monuments: The Legacy of Otto von Bismarck (1866–1998)”. European History Quarterly. 38 (4): 626–36. doi:10.1177/0265691408094517. ISSN 0265-6914.
- O'Shea, John J. "Bismarck's Decline and Fall," The American Catholic Quarterly Review, Vol. XXIII, January/October 1898. online
- Pearce, Robert (martie 2010), „The Austro-Prussian War”, History Review (66).
- Russell, Mark A. "The Building of Hamburg's Bismarck Memorial, 1898–1906," Historical Journal, Vol. 43, No. 1 (Mar., 2000), pp. 133–56 in JSTOR
- Steefel, Lawrence D. "Bismarck," Journal of Modern History, Vol. 2, No. 1 (Mar., 1930), pp. 74–95 in JSTOR
- Stürmer, Michael. "Bismarck in Perspective," Central European History, Vol. 4, No. 4, 1870/71 (Dec., 1971), pp. 291–331 in JSTOR
- Urbach, Karina. "Between Saviour and Villain: 100 Years of Bismarck Biographies," Historical Journal 1998 41(4): 1141–60 in JSTOR